# Parroquia Antigua (Salamanca)
La Rectoría de la Divina Providencia, más conocida como la Parroquia Antigua, es un edificio católico ubicado en el centro histórico de la ciudad de Salamanca, Guanajuato, México. El templo es catalogado como monumento histórico por el Instituto Nacional de Antropología e Historia (INAH) para su preservación.

## Historia

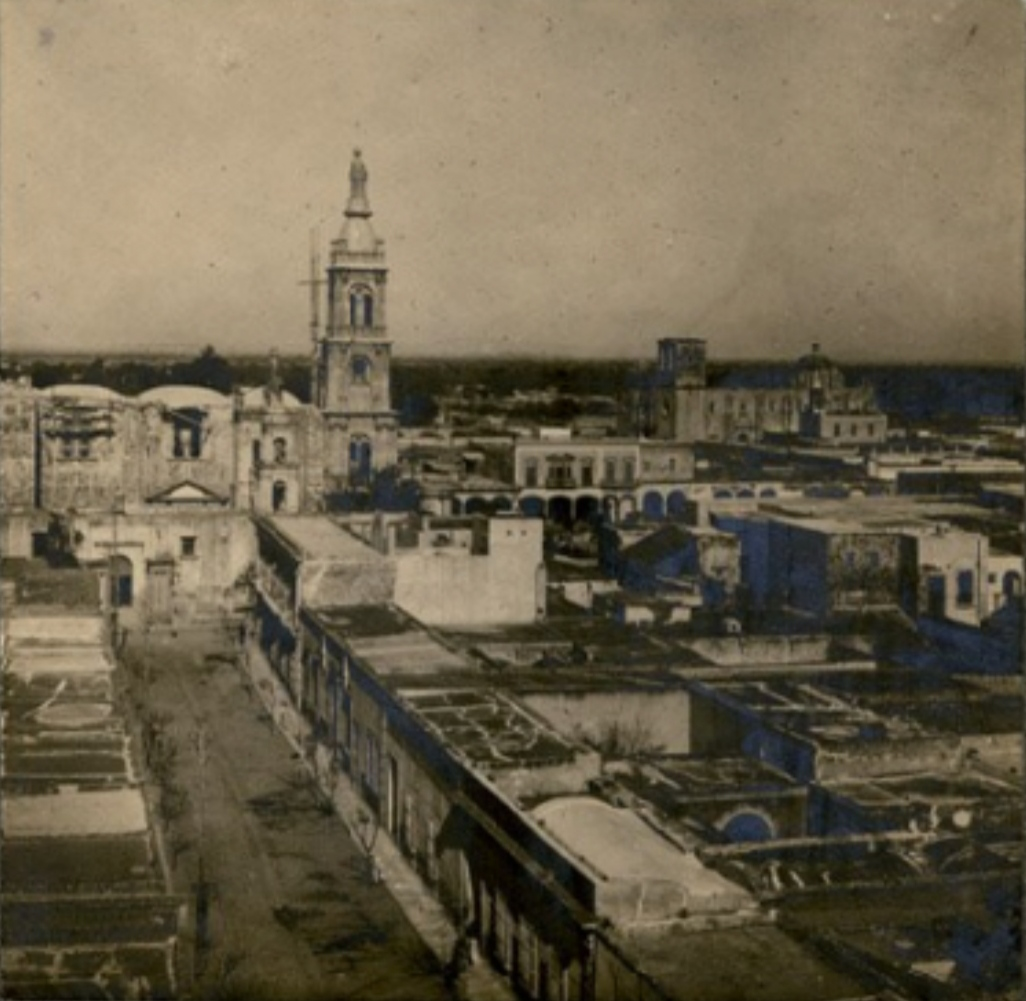
La Parroquia Antigua se puede observar al fondo de esta imagen de 1909. En primer plano se encuentra la Parroquia del Señor del Hospital.

El templo que hoy conocemos como «Parroquia Antigua» fue la primera parroquia de Salamanca, establecida junto con la villa, en 1603. La primera piedra fue colocada el 24 de agosto de 1603. El templo de estilo barroco novohispano fue concluido en 1690. Este templo fue dedicado a Bartolomé el Apóstol, muy posiblemente en honor al impulsor de la fundación de la villa y uno de los dos primeros alcaldes ordinarios: Bartolomé Sánchez Torrado. Actualmente está dedicada a la Santísima Trinidad.
Uno de sus organistas más famosos fue Luis G. Araujo, pianista, organista, director de banda y compositor mexicano del siglo XIX.
Durante la construcción del Parroquia del Señor del Hospital de 1888 a 1926, la Parroquia Antigua fue olvidada por un largo tiempo. Después de la Guerra Cristera, el gobierno federal confiscó la Parroquia Antigua para usarla como biblioteca o escuela. Con la apertura del templo del Señor del Hospital en 1926, el gobierno argumentaba que Salamanca solo necesitaba un templo. En los años 1930 fue devuelta a la iglesia católica.

## Descripción arquitectónica
La fachada se destaca por la clara influencia de la mano de artistas indígenas de la región y la cantidad de figuras humanas seguidas por vegetales y animales. Su fachada muestra no sólo el estilo churrigueresco o mejor llamado ultrabarroco, sino que es todo un muestrario de las variantes del barroco, desde el salomónico hasta el estípite. Fue labrada en cantera rosa y data de 1740. Fue construido en medio de un auge económico en la villa. El edificio nos habla de que tuvo varias etapas constructivas y que seguramente nunca fue concluido, por eso sólo cuenta con una torre-campanario. Los detalles decorativos de su portada (o fachada) son maravillosos, con un acabado impresionante de la cantería.
El templo conserva aún su piso original de duela de mezquite y su interior está decorado con la pintura ornamental tan característica del Bajío.
A lado del templo se construyó en 1891 una capilla dedicada a la Virgen del Rosario. Es más conocida como la capilla de Santa Marta y resalta por su estilo neogótico, único en toda la cabecera municipal.

## Galería

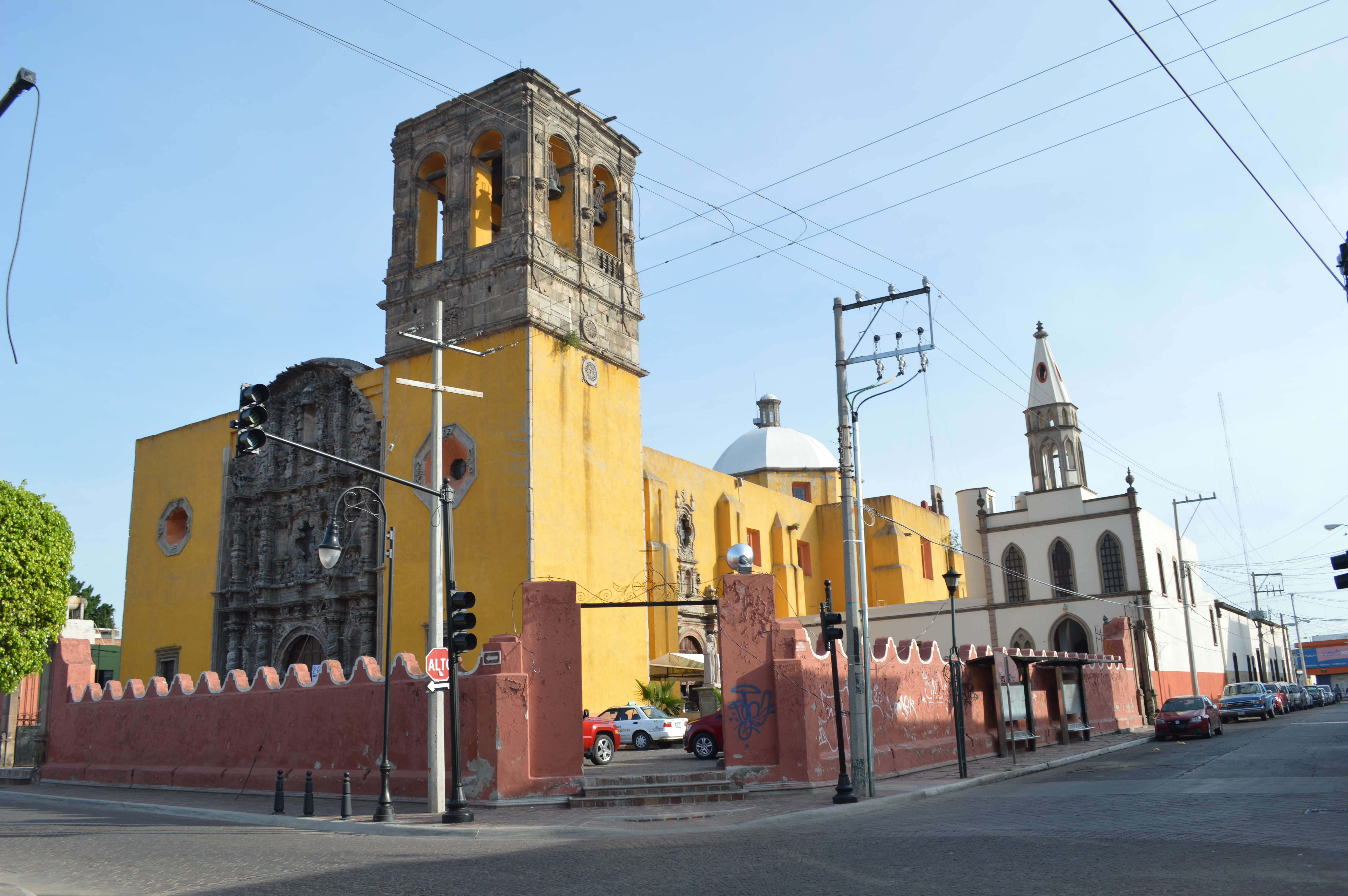
Vista de la parroquia y la capilla.
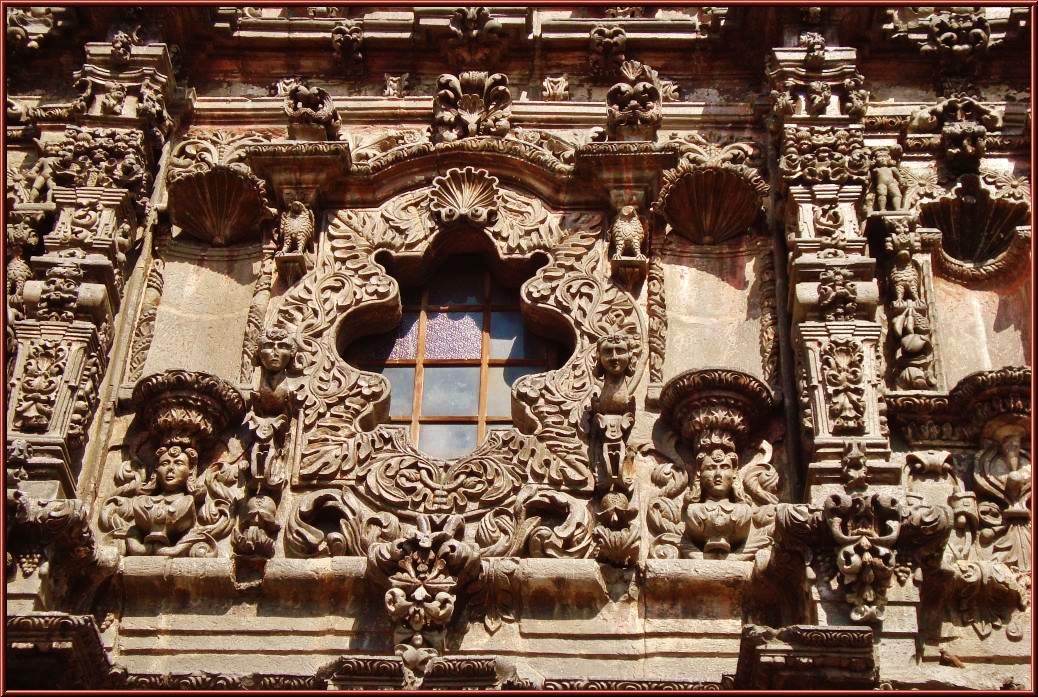
Detalle del exterior.
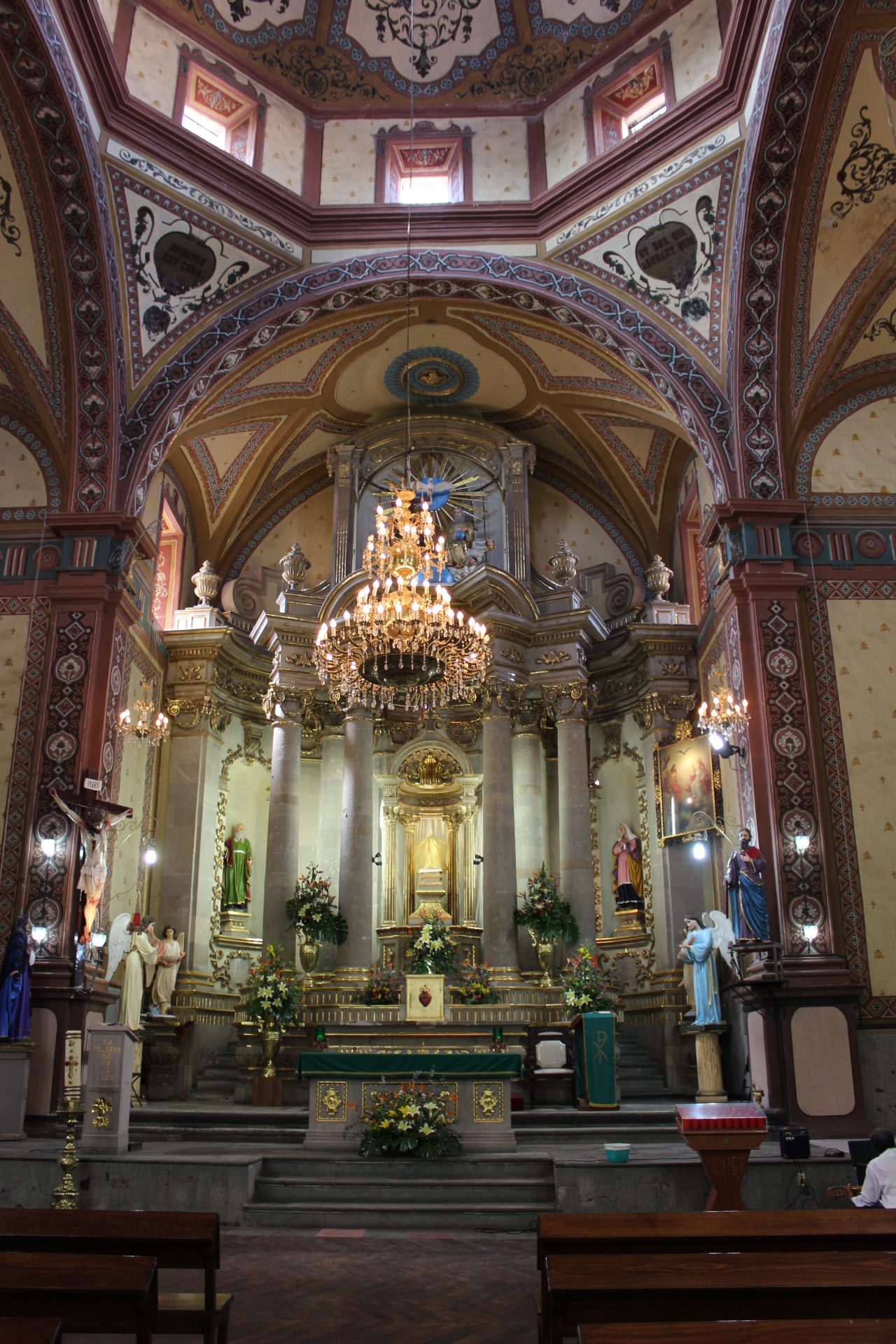
El altar mayor.
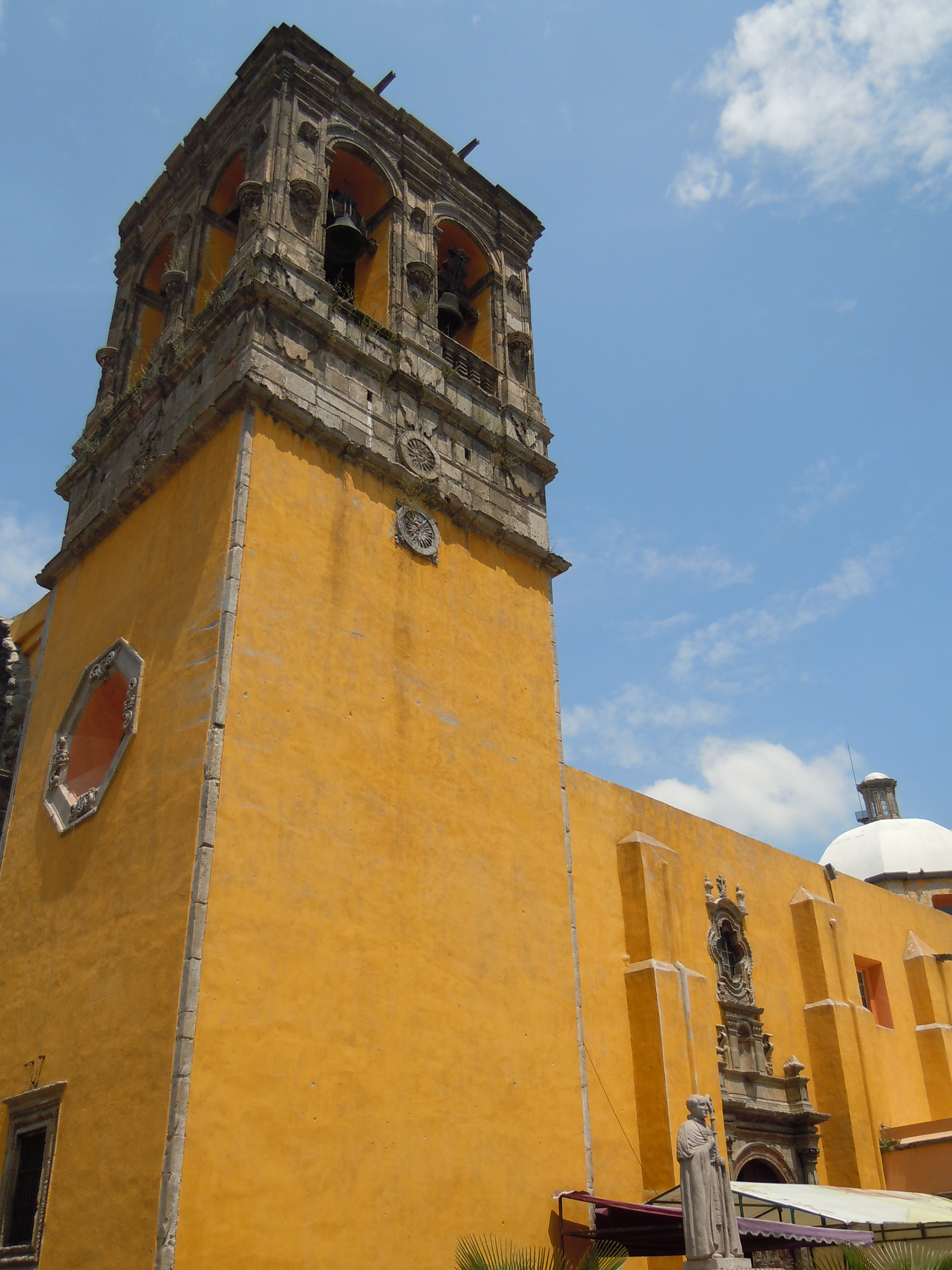
La torre.
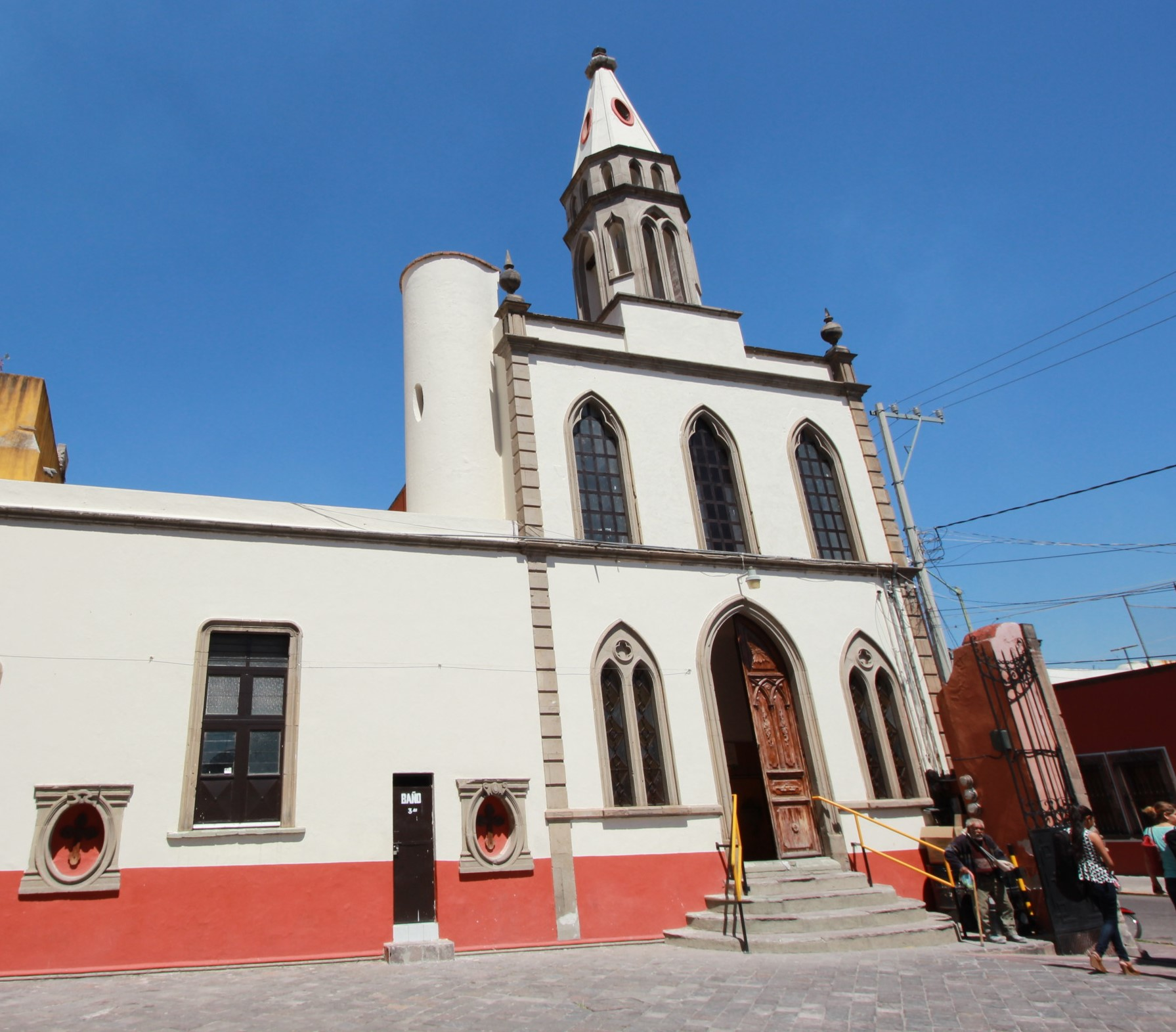
La capilla de Santa Martha.